# Химические волокна
Химические волокна — текстильные волокна, получаемые из природных или синтетических органических полимеров, а также неорганических соединений.

## История
Впервые мысль о том, что человеком может быть создан процесс, подобный процессу получения натурального шелка, при котором в организме гусеницы шелкопряда вырабатывается вязкая жидкость, затвердевающая на воздухе с образованием тонкой прочной нити, была высказана французским учёным Р. Реомюром ещё в 1734 году.
Производство первого в мире химического (искусственного) волокна было организовано во Франции в городе Безансоне в 1890 году и основано на переработке раствора эфира целлюлозы (нитрата целлюлозы), применяемого в промышленности при получении бездымного пороха и некоторых видов пластмасс.

### Основные этапы в развитии химических волокон
- На первом этапе — с конца XIX века до 1940-х — 1950-х годов — разрабатывались и совершенствовались процессы получения искусственных волокон на основе природных полимеров из их растворов мокрым методом формования. Развивалось производство вискозных волокон. Некоторое развитие получили процессы сухого формования ацетатных волокон. Однако доминирующую роль в изготовлении текстильных изделий играли природные волокна, химические рассматриваются только как дополнение к природным волокнам. Изделия из химических волокон изготавливались в весьма небольших количествах.
- На втором этапе — 1940-е—1970-е годы — развивались процессы синтеза волокнообразующих мономеров, полимеров и технологии получения волокон из расплавов синтетических полимеров. Одновременно сохранялось и совершенствовалось производство волокон мокрым методом формования. Производство химических волокон развивалось в промышленно развитых странах. В этот период созданы основные виды химических волокон, которые можно назвать «традиционными» или «классическими». Химические волокна рассматривались как дополняющие и только частично заменяющие природные волокна. Начинали развиваться процессы модифицирования волокон.
- На третьем этапе — 1970—1990-е годы — выпуск химических волокон существенно возрос. Широко развились методы их модифицирования для улучшения потребительских свойств. Химические волокна приобрели самостоятельное значение для самых различных видов изделий и областей применения. Кроме того, они широко используются в смесях с природными волокнами. В этот же период в промышленно развитых странах созданы «волокна третьего поколения» с принципиально новыми специфическими свойствами: сверхпрочные и сверхвысокомодульные, термостойкие и трудногорючие, хемостойкие, эластомерные и др.
- На четвёртом этапе — с 1990-х годов по настоящее время — идёт современный этап развития производства химических волокон, появление новых способов модифицирования, создание новых видов многотоннажных волокон: «волокон будущего» или «волокон четвёртого поколения». В их числе - новые волокна на основе воспроизводимого растительного сырья (лиоцелл, полилактидные), новые мономеры и полимеры, получаемые путём биохимического синтеза и волокна на их основе. Проводятся исследования по применению новых принципов получения полимеров и волокон, основанных на методах генной инженерии и биомиметики.

## Классификация химических волокон
В России принята следующая классификация химических волокон в зависимости от вида исходного сырья:
- искусственное волокно (из природных полимеров): гидратцеллюлозные, ацетилцеллюлозные, белковые
- синтетическое волокно (из синтетических полимеров): карбоцепные, гетероцепные

Иногда к химическим волокнам относят минеральные волокна, получаемые из неорганических соединений (стеклянные, металлические, базальтовые, кварцевые).
В мировой и англоязычной литературе принята иная классификация химических волокон: все волокна (кроме природных), независимо произвели их из природных или синтетических полимеров, называются "man made" fibres, т. е. произведённые человеком. Их могут делить на группы: 
- регенерированные волокна (например, вискоза)
- синтетические волокна (например, нейлон)

### Искусственные волокна
- Гидратцеллюлозные:
  - Вискозные
  - Полинозные (лиоцелл)
  - Медно-аммиачные (купро)
- Ацетилцеллюлозные (эфиры целлюлозы):
  - Ацетатные
  - Триацетатные
- Белковые:
  - Казеиновые
  - Зерновые

### Синтетические волокна
(в скобках приведены торговые названия)
- Карбоцепные (содержат в цепи макромолекулы только атомы углерода):
  - Полиакрилонитрильные (нитрон, орлон, акрилан, кашмилон, куртель, дралон, вольпрюла)
  - Поливинилхлоридные (хлорин, саран, виньон, ровиль, тевирон)
  - Поливинилспиртовые (винол, мтилан, винилон, куралон, виналон)
  - Полиэтиленовые (спектра, дайнема, текмилон)
  - Полипропиленовые (геркулон, ульстрен, найден, мераклон)
- Гетероцепные (содержат в цепи макромолекулы кроме атомов углерода атомы других элементов):
  - Полиэфирные (лавсан, полиэстер, терилен, дакрон, тетерон, элана, тергаль, тесил)
  - Полиамидные (капрон, нейлон-6, перлон, дедерон, амилан, анид, найлон-6,6, родиа-найлон, ниплон, номекс, кермель)
  - Полиуретановые (спандекс, лайкра, вайрин, эспа, неолан, спанцель, ворин)

## Краткая характеристика методов получения
В промышленности химические волокна вырабатывают в виде:
- штапельных волокон (резаных длиной 35—120 мм);
- жгутов и жгутиков (линейная плотность соответственно 30—80 и 2—10 г/м);
- комплексных нитей (состоят из многих тонких элементарных нитей);
- мононитей (диаметром 0,03—1,5 мм).

Первая стадия процесса производства любого химического волокна заключается в приготовлении прядильной массы (формовочного раствора или расплава), которую в зависимости от физико-химических свойств исходного полимера получают растворением его в подходящем растворителе или переводом его в расплавленное состояние.
Полученный вязкий формовочный раствор тщательно очищают многократным фильтрованием и удаляют твёрдые частицы и пузырьки воздуха. В случае необходимости раствор (или расплав) дополнительно обрабатывают — добавляют красители, подвергают «созреванию» (выстаиванию) и др. Если кислород воздуха может окислить высокомолекулярное вещество, то «созревание» проводят в атмосфере инертного газа.
Вторая стадия заключается в формовании волокна. Для формования раствор или расплав полимера с помощью специального дозирующего устройства подаётся в так называемую фильеру. Фильера представляет собой небольшой сосуд из прочного теплостойкого и химически стойкого материала с плоским дном, имеющим большое число (до 25 тыс.) маленьких отверстий, диаметр которых может колебаться от 0,04 до 1,0 мм.
При формовании волокна из расплава полимера тонкие струйки расплава из отверстий фильеры попадают в специальную шахту, где они охлаждаются потоком воздуха и затвердевают. Если формирование волокна производится из раствора полимера, то могут быть применены два метода: сухое формирование, когда тонкие струйки поступают в обогреваемую шахту, где под действием циркулирующего тёплого воздуха растворитель улетучивается, и струйки затвердевают в волокна; мокрое формирование, когда струйки раствора полимера из фильеры попадают в так называемую осадительную ванну, в которой под действием различных содержащихся в ней химических веществ струйки полимера затвердевают в волокна.
Во всех случаях формирование волокна ведётся под натяжением. Это делается для того, чтобы ориентировать (расположить) линейные молекулы высокомолекулярного вещества вдоль оси волокна. Если этого не сделать, то волокно будет значительно менее прочным. Для повышения прочности волокна его обычно дополнительно вытягивают после того, как оно частично или полностью отвердеет.
После формования волокна собираются в пучки или жгуты, состоящие из многих тонких волокон. Полученные нити при необходимости промывают, подвергают специальной обработке — замасливанию, нанесению специальных препаратов (для облегчения текстильной переработки), высушивают. Готовые нити наматывают на катушки или шпули. При производстве штапельного волокна нити режут на отрезки (штапельки). Штапельное волокно собирают в кипы.